# Phrynus decoratus
Espèce
Phrynus decoratus est une espèce d'amblypyges de la famille des Phrynidae.

## Distribution
Cette espèce est endémique des Antilles. Elle se rencontre en République dominicaine et à Cuba.

## Description
La carapace du mâle holotype mesure 3,90 mm de long sur 5,35 mm et l'abdomen 3,00 mm de long sur 2,08 mm.

## Publication originale
- Teruel & Armas, 2005 : Novedades aracnológicas de República Dominicana (Arachnida: Amblypygi, Schizomida, Solpugida, Uropygi). Boletin de la SEA, vol. 37, p. 129-133 (texte intégral).